# Heuristique de jugement
Vous lisez un « bon article » labellisé en 2013.
Pour les articles homonymes, voir Heuristique (homonymie).
Les heuristiques de jugement, concept fréquemment employé dans le domaine de la cognition sociale, sont des opérations mentales automatiques, intuitives et rapides pouvant être statistiques ou non statistiques. Ces raccourcis cognitifs sont utilisés par les individus afin de simplifier leurs opérations mentales dans le but de répondre aux exigences de l’environnement. Par exemple, les gens ont tendance à estimer le temps mis pour trouver un emploi en fonction de la facilité avec laquelle ils peuvent penser à des individus qui ont récemment été engagés, et non selon le temps moyen de recherche dans la population. Les heuristiques peuvent apparaître quotidiennement et par habitude dans la prise de décision, le jugement, l’estimation de probabilité et la prédiction de valeurs.
Les heuristiques permettent aux individus un gain de temps car en les utilisant, ils ne tiennent pas compte de toute la complexité des informations pertinentes à la situation. Cependant, elles mènent parfois à des biais et des erreurs dans la prise de décision.
Les plus développées dans la littérature sont la représentativité, la disponibilité, l’ancrage et l'ajustement. Ces dernières ont été mises en évidence par Amos Tversky et Daniel Kahneman en 1974. Les interprétations résultant des heuristiques selon Tversky et Kahneman ne font cependant pas l’unanimité auprès de la communauté scientifique. En effet, selon eux, les heuristiques mènent à des raisonnements de qualité tandis que pour d’autres auteurs, ils aboutissent à de mauvaises réflexions.
Les heuristiques sont appliquées dans de nombreux autres domaines, notamment dans le marketing, la santé publique, la politique et la justice.

## Historique

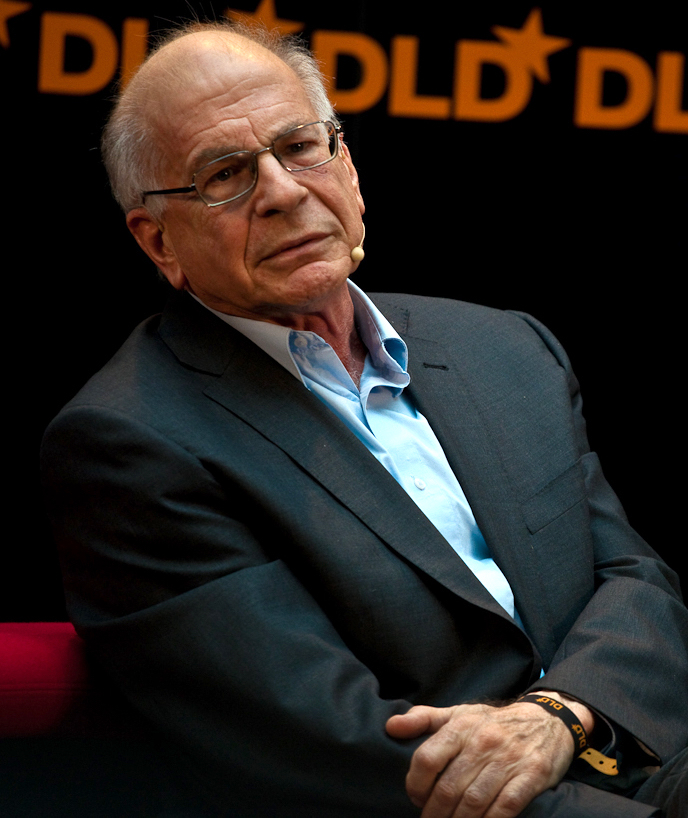
Daniel Kahneman, prix Nobel d'économie 2002.

Herbert Simon est le premier à avoir introduit la notion d'heuristique dans un article intitulé A behavioral model of rational choice publié dans le Quarterly Journal of Economics en 1955. Simon y propose la notion de rationalité limitée pour modéliser le comportement des humains et suggère que les individus utilisent des règles approximatives pour prendre des décisions plutôt que de considérer tous les paramètres d'un problème. Pour Simon, les heuristiques sont des règles rationnelles approximatives fournissant des réponses satisfaisantes, sans être optimales.
En 1967, Harold Kelley prolonge les travaux d'Herbert Simon en développant la théorie de la covariation aussi appelée théorie de l'attribution causale.
À partir des années 1970, la notion d'heuristique change avec Amos Tversky et Daniel Kahneman qui en 1974 développent l’idée que les individus ne prennent pas toujours leurs décisions de manière rationnelle. Ils seraient soumis à des biais et peuvent commettre des erreurs. Leurs ressources cognitives ne leur permettant pas d’utiliser des règles rationnelles, les individus recourraient à des raccourcis cognitifs : les heuristiques, qui sont des opérations mentales « intuitives, rapides et automatiques ». Tversky et Kahneman sont les auteurs principaux ayant étudié et développé le concept d'heuristique de jugement. Ils sont par exemple à l'origine des heuristiques de représentativité, de disponibilité et d'ancrage et d'ajustement.

## Rôle et utilisation des heuristiques dans le jugement
Dans la prise de décision et le jugement, les heuristiques permettent d'effectuer plus simplement des jugements, de faire face à l’incertitude, de préserver les efforts des acteurs et de leur faire gagner du temps. Elles servent également à généraliser et à porter des jugements abstraits.
L'humeur joue un rôle dans l'usage des heuristiques. En effet, la joie, plus que la tristesse ou la déprime favorise leurs utilisations. Le peu d'importance d’une tâche et ses enjeux, une grande expérience dans un domaine particulier ainsi que le développement de raccourcis mentaux dans celui-ci influencent de la même manière leur usage. Par contre, lorsque les individus doivent justifier leurs déductions, qu'ils ont réalisé des erreurs récemment ou se sont interrogés soit sur la pertinence soit sur l’exactitude de leurs cognitions, ils utilisent moins les heuristiques.

## Heuristiques statistiques et non statistiques
Il existe deux catégories d'heuristiques : les statistiques et les non statistiques. Les heuristiques les plus connues, telle que la représentativité, font partie de la deuxième catégorie. Les heuristiques non statistiques sont le reflet d’une incapacité des individus à appliquer des principes statistiques de base dans la vie quotidienne. Les heuristiques statistiques, elles, sont plus ou moins des équivalents intuitifs aux principes statistiques. Elles suggèrent que les individus ont une compréhension sommaire des statistiques. Par exemple, si une femme provient d'un échantillon dans lequel il y a 35 % de coiffeuses et que les individus supposent qu’elle a 35 % de chance de pratiquer cette profession, et ce, sans tenir compte d’informations supplémentaires telles que, par exemple, des informations stéréotypées, alors, il s’agit d’une heuristique statistique.

## Exemples

### Heuristique de représentativité et biais associés
Tversky et Kahneman ont observé le phénomène suivant : plus une chose est typique d'une catégorie, plus les individus la classent dans cette catégorie. L’heuristique de représentativité est une règle qui «consiste à estimer la probabilité d’appartenance d’un objet à une classe d’objets à partir de sa ressemblance avec un cas prototypique de cette classe». Selon Tversky et Kahneman, cette règle est utilisée pour répondre à des questions de probabilité comme : « Quelle est la probabilité qu'A appartienne à la classe B ? ». Si A est très représentatif de B, l’individu jugera qu'A a une forte probabilité d’appartenir à B. Ils développent l’idée que l’heuristique de représentativité est aussi utilisée pour catégoriser socialement les individus en fonction de leur ressemblance avec les stéréotypes caractérisant ces catégories. Cette règle peut expliquer certains biais de jugement.

#### Ignorance des probabilités a priori (ignorance du taux de base)
Un premier biais expliqué par l’heuristique de représentativité consiste à ignorer les probabilités a priori (ignorance du taux de base). En 1973 Tversky et Kahneman ont étudié ce phénomène en demandant à des sujets de lire une brève description d’un individu pris d’un groupe de 100 personnes. La moitié des sujets étaient informés que le groupe de 100 personnes était composé de 30 % d’avocats et 70 % d’ingénieurs (le taux de base) et l’autre moitié que la composition du groupe était de 70 % d’avocats et de 30 % d’ingénieurs. La description lue par les sujets correspondait au stéréotype de l’ingénieur. La tâche des participants était d’estimer la probabilité de cet individu d’être un ingénieur plutôt qu’un avocat. Quel que soit le taux de base fourni aux sujets, ceux-ci ont estimé que l’individu décrit avait une grande probabilité d’être ingénieur : il n’y avait donc pas de différence significative entre les deux groupes de participants. Par contre, lorsque les sujets n'avaient pas de description à leur disposition, ils tenaient effectivement compte du taux de base. Tversky et Kahneman en ont conclu que, lorsque les sujets disposaient d'une description de l'individu, ils avaient utilisé l’heuristique de représentativité en ignorant le taux de base fourni.

#### Insensibilité à la taille de l’échantillon et conception erronée du hasard
Les individus sont parfois amenés à estimer la probabilité d’observer un résultat particulier dans un échantillon (exemple : estimation de la probabilité d’une famille d’avoir 100 % d’enfants de sexe masculin). Cependant, la taille de l’échantillon a un impact sur les probabilités. Il est par exemple plus probable d’avoir 100 % de garçons dans une famille avec deux enfants que dans une famille avec huit enfants. Toutefois la taille de l’échantillon n’est généralement pas prise en compte par les individus.
Tversky et Kahneman ont observé ce phénomène à l’aide de la situation suivante. Il y a deux hôpitaux dans une ville : un grand hôpital enregistrant 45 naissances par jour, et un petit, enregistrant 15 naissances par jour. Il est évident qu’en moyenne, 50 % des bébés sont des garçons, et que ce pourcentage varie selon les jours : il est parfois inférieur, parfois supérieur. Sur un an, lequel des hôpitaux compte davantage de jours où le taux de garçons nouveau-nés dépasse les 60 % ? Il y avait trois réponses proposées : le petit - le grand - le nombre de jours est équivalent dans les deux hôpitaux. La majorité des sujets a choisi la dernière réponse alors que la réponse correcte est la première, c’est-à-dire le petit hôpital.
Selon Tversky et Kahneman, les individus ont tendance à croire que les caractéristiques d’un processus aléatoire (comme le jet d’une pièce de monnaie) sont présentes non seulement dans l’entièreté d’une séquence (un grand nombre de jets) mais aussi dans chaque petite partie de séquence (un petit nombre de jets). Par exemple, pour le jet d’une pièce de monnaie, les individus ont tendance à croire que la séquence face-pile-face-pile est plus probable que la séquence face-face-face-pile, car elle représente la probabilité générale d’avoir face dans 50 % des jets. Il y a donc, selon les auteurs, une conception erronée du hasard.
Lorsque les individus doivent estimer la probabilité d’obtenir un résultat particulier dans un échantillon, leur réponse est donc affectée par le fait qu’ils ne tiennent pas correctement compte de la taille de cet échantillon et de leur mauvaise compréhension du hasard.

#### Insensibilité à la prévisibilité et illusion de validité
Tversky et Kahneman développent également l’idée que les jugements et estimations sont faits en tenant peu compte de la prédictibilité : les individus ne prennent pas en considération le fait que les informations disponibles soient fiables et permettent une prédiction précise, ou non. Ceci est expliqué par le fait que les individus n'ont qu'une compréhension sommaire des statistiques. De plus les individus ressentent une grande confiance en leurs jugements, ce que les auteurs appellent l’illusion de validité (la confiance injustifiée produite par un bon ajustement entre le résultat prédit et les informations disponibles).

#### Ignorance du phénomène de régression vers la moyenne
Un autre biais lié à l’heuristique de représentativité est, selon Tversky et Kahneman, l’oubli du phénomène de la régression vers la moyenne. Ce phénomène rend compte de la variabilité des résultats obtenus lorsqu’une même chose est mesurée plusieurs fois. Il a été mis en évidence par ces deux auteurs en 1973. Un exemple donné par ceux-ci est le suivant : un groupe d’enfants passe deux tests d’aptitude équivalents - mesurant la même chose - par exemple, l'intelligence. Lorsqu’on observe de plus près les 10 enfants ayant obtenu les meilleurs résultats au test A et que l’on regarde ensuite leurs résultats au test B, ceux-ci seront souvent moins bons. De même, lorsqu’on sélectionne les 10 enfants les moins bons au test A, leurs résultats au test B seront souvent meilleurs. Il s'agit du même phénomène lorsqu'on mesure la performance d'un footballeur : lors d'un match A, il peut sembler très adroit, alors qu'au match B, il parait décevant.
Lorsqu’une observation dévie de la moyenne (être très brillant ou très décevant), il faut prendre en compte l’intervention de facteurs aléatoires, comme la force du vent, la distraction des footballeurs adverses… Comme ces variables aléatoires sont différentes pour chaque mesure (chaque match), l'observation peut revenir vers la moyenne lors de la mesure suivante (être moins exceptionnel). Lorsque les individus utilisent l'heuristique de représentativité, ils n'envisagent pas que les variables aléatoires soient responsable de la différence observée. Ils ont davantage tendance à expliquer les déviations (être décevant) par exemple par un manque d'effort ou par un stress plus fort lors du second match.

#### Impact du type d’information sur les jugements
Nisbett, Zukier et Lemley ont prolongé le travail de Tversky et Kahneman en examinant l’impact du type d’information dont les individus disposent pour poser leurs jugements. Il existe des informations diagnostiques – des informations pertinentes pour l’estimation d’une probabilité – et des informations non-diagnostiques, non-pertinentes. Lorsque les individus reçoivent des informations des deux types, les informations non-diagnostiques diluent les informations diagnostiques, c’est-à-dire que l’importance de ces dernières est diminuée. Ceci rend les estimations moins précises et moins correctes. Dans l’étude de Nisbett et coll., les sujets recevaient une brève description d’un homme contenant soit uniquement des informations diagnostiques, soit les deux types d’informations.
- exemples d’informations diagnostiques : « Il a été abusé sexuellement par son beau-père », « Il a des fantasmes sadomasochistes »…
- exemples d’informations non-diagnostiques : « Il dirige un magasin d’outillage », « Il a perdu deux doigts à la main gauche »…

Les sujets devaient ensuite estimer la probabilité que cet individu soit pédophile. Les sujets qui avaient reçu les deux types d’informations, estimaient que l’individu avait moins de chance d’être un pédophile que les sujets qui disposaient uniquement des informations diagnostiques. Selon Nisbett et coll., l’information non-diagnostique rendrait l’individu moins représentatif des pédophiles.
Il faut toutefois aussi prendre en compte les relations entre ces différentes informations. Une information non-diagnostique peut changer l’influence qu’exerce une information diagnostique sur l’estimation de la probabilité. Dans l’étude de Peters et Rothbart, les sujets devaient estimer le nombre de livres lus par un étudiant à partir des informations suivantes :
- il n’aime pas la bière (non-diagnostique : aimer ou non la bière ne permet pas de savoir si l’individu lit beaucoup) ;
- c’est un membre du cercle étudiant, d’une fraternité (diagnostique : le stéréotype de ceux-ci inclut l’idée qu’ils lisent peu).

Même si ne pas aimer la bière n’est pas pertinent pour estimer la quantité de lecture, cet élément influence l’information diagnostique « membre d’une fraternité » : en effet si ce dernier n’aime pas la bière, il correspond moins au stéréotype du membre de la fraternité. Cette information non-diagnostique rend donc cet étudiant moins typique des membres d’une fraternité : puisqu’il n’est pas un membre typique, les individus ont moins tendance à percevoir cet individu comme lisant peu. L’inverse est également vrai : lorsqu’on inverse l’information non-diagnostique (« il aime la bière »), elle renforce le stéréotype du membre d’une fraternité et les individus ont donc davantage tendance à percevoir l’étudiant comme lisant peu. Les individus tiennent donc compte des informations à leur disposition et des relations qu’elles entretiennent entre elles pour effectuer leurs estimations de probabilité et leurs jugements.

### Heuristique de disponibilité et biais associés
Selon les observations de Tversky et Kahneman, plus il est facile de se souvenir d’un événement, plus celui-ci est considéré comme fréquent et inversement. L’heuristique de disponibilité « consiste à juger la fréquence ou la probabilité d’un événement en fonction de la facilité avec laquelle on peut se remémorer des exemples de cet événement ». Ce phénomène est expliqué par le fait que les individus se rappellent mieux des exemples d’événements très fréquents que des exemples d’événements peu fréquents. Cette heuristique peut toutefois mener à plusieurs biais.

#### La facilité de rappel des souvenirs
Un des biais énoncé par Tversky et Kahneman est dû à la facilité de rappel des souvenirs. Il arrive que la facilité d’accès en mémoire d’un événement ne reflète pas sa fréquence exacte d’apparition. Par exemple, les individus de l’étude de Slovic, Fischoff et Liechtenstein croyaient que mourir d’un homicide était plus fréquent que mourir d’un cancer de l’estomac. Or le décès par cancer de l’estomac est dix-sept fois plus fréquent que l’homicide. Cependant, les cas de meurtre sont plus facilement accessibles en mémoire grâce, entre autres, aux médias.

#### L’efficacité d’une recherche en mémoire
L’efficacité d’une recherche en mémoire joue un grand rôle dans l'utilisation de l’heuristique de disponibilité : un élément sera estimé plus fréquent s’il est facile d’y penser. Les sujets de l’étude de Tversky et Kahneman estiment qu’il existe davantage de mots commençant par la lettre R (exemple : road) que de mots contenant un R en troisième lettre (exemple : for). Ceci n’est pas exact, mais il est plus facile de se rappeler des mots commençant par la lettre R plutôt que des mots contenant un R comme troisième lettre.

#### Biais d’imagination
Il arrive qu’aucun exemple d’événement ne soit disponible en mémoire, puisque les humains n’ont pas connaissance de tous les événements qui se produisent quotidiennement dans le monde. C’est alors l’imagination qui permet de les construire et de faire des estimations de probabilité. Tversky et Kahneman précisent que la facilité d’imaginer ces exemples ne reflète pas toujours leur fréquence réelle. Or plus il est facile d’imaginer des exemples d’un événement, plus les individus ont tendance à croire que ce dernier est fréquent. Ce biais d’imagination est donc une nouvelle source d’erreurs d’estimation.

#### La corrélation illusoire

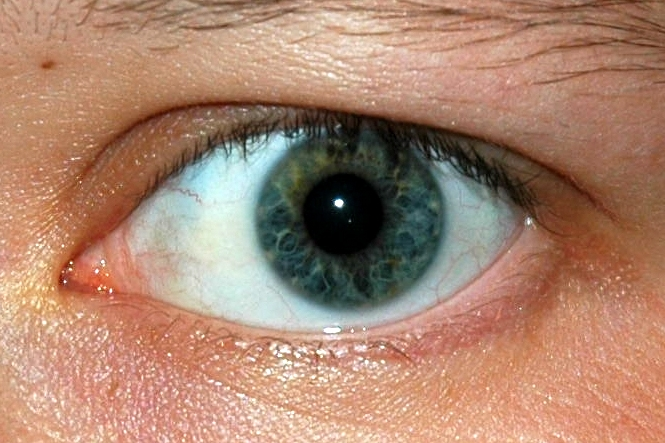
Les formes particulières d’œil sont associées à la méfiance.

La corrélation illusoire est le dernier biais énoncé par Tversky et Kahneman. Ils développent l’idée de Chapman et Chapman selon laquelle les individus ont parfois tendance à croire que deux événements se produisent en même temps alors que ce n'est pas le cas. Ceci serait expliqué par la force de l’association faite entre ces deux événements. L’exemple donné par les auteurs est la tendance à associer plus que de raison la méfiance avec une forme d’œil particulière. Les sujets croyaient en effet que les personnes méfiantes avaient plus souvent des formes particulières d’œil. Lorsque deux éléments sont fortement associés par les individus, ces derniers auront donc tendance à croire qu’ils surviennent fréquemment ensemble.

### Heuristique d’ancrage et d’ajustement et biais associés
Afin d’estimer la grandeur (fréquence, probabilité…) d’un nouvel évènement, les individus ont tendance à utiliser l’heuristique d’ancrage et d’ajustement. Pour ce faire, aussi bien les enfants que les adultes se basent sur une quantité ou une information qui peuvent être pertinentes ou non (ancre). Par la suite, ils l'ajusteront en considérant les particularités de ce nouvel évènement. Cependant, l’ajustement est en général insuffisant comme le prouve l’étude initiale de Tversky et Kahneman de 1974. Dans celle-ci, les sujets devaient tout d’abord tourner une roue de la fortune truquée. Ils recevaient alors un pourcentage qui était soit 10 % soit 65 %. Ensuite, ils devaient évaluer si le pourcentage était inférieur ou supérieur à celui du nombre de pays africains représentés aux Nations unies. Enfin, ils devaient en estimer le pourcentage exact. Les résultats montrent que l’estimation est influencée par le pourcentage fournie par la roue de la fortune. Les gens se sont donc basés sur celui-ci : ce nombre a été l’ancre de leur estimation. L’estimation de ceux dont l’ancre était de 10 % tournait autour de 25 % tandis que l’estimation de ceux qui avaient reçu 65 % était aux alentours de 45 %.
L’effet d’ancrage apparaît dans de nombreux types de phénomènes tels que l’attribution causale ou encore la prédiction de la probabilité d’un évènement futur.
Dans les situations sociales, les individus utilisent leurs propres points de références comme point d’ancrage sauf quand ceux-ci sont ambigus. Ils se baseraient alors sur les comportements et attributs des autres ou sur des détails non pertinents de la situation. De nombreux facteurs humains régulent l’influence des ancres comme l’humeur, la personnalité, l’expertise dans le sujet concerné, et  les habilités cognitives des personnes.

#### Biais dans l’évaluation d’évènements conjonctifs et disjonctifs
Selon Tversky et Kahneman, un biais dû à l’heuristique d’ancrage et d’ajustement réside dans l’évaluation d’évènements conjonctifs et disjonctifs. Une série d’évènements conjonctifs est définie par le fait que l’apparition d’un évènement dépend de l’occurrence de l’évènement le précédant et  détermine l’apparition de l’évènement suivant. Par exemple, afin qu’un nouveau produit de consommation ait du succès, il faut que chaque évènement du projet se réalise favorablement. Chaque évènement a alors une probabilité de succès qui lui est propre. Plus le nombre d’évènements est important, plus la probabilité globale de succès de la série diminue. Elle peut donc être très petite même si la probabilité de chaque évènement est très élevée. Or, les individus n’identifient pas, en général, le caractère conjonctif des évènements et se basent, par conséquent, sur la probabilité individuelle de chaque évènement (ancre). Ceci entraîne une surestimation de la probabilité globale de succès. De la même manière, lorsqu’un évènement vient perturber la réalisation d’un projet (évaluation du risque d’échec), il s’agit d’évènements disjonctifs. Par exemple, dans le corps humain, si un des organes ne fonctionne pas correctement, tout le corps en sera affecté. La probabilité totale de l’échec du projet peut être importante si le nombre d’évènements est important même quand la probabilité d’échec de chacun est très faible. Cependant, les individus ont tendance à sous-estimer la probabilité totale de l’échec du projet car ils s’ancrent sur la probabilité d’échec d’une seule composante.

#### Évaluation subjective de distributions de probabilités
Lorsque les individus doivent évaluer la forme d’une distribution de probabilité, elle est en général plus étroite que la vraie courbe qui est une distribution normale. L’explication apportée est que les individus ancrent leurs réponses sur la réponse la plus accessible, celle-ci étant, en général, la moyenne qu’ils s’imaginent. Cependant, ils ne les ajustent pas assez.

### Heuristique de simulation et biais associés
L’heuristique de simulation est la tendance des individus à considérer le dénouement d’une situation qu’ils jugent être le plus probable comme celui qui aura réellement lieu. « Lorsqu’ils doivent résoudre des problèmes, les gens élaborent souvent des scénarios hypothétiques afin d’estimer ce qui en ressortira. C’est-à-dire qu’ils passent chronologiquement en revue les événements dans leur esprit afin d’en évaluer les conséquences probables. ». Selon Fiske et Taylor (2011), l’heuristique de simulation s’exerce surtout dans des scénarios de  prévision  et de causalité. Se représenter la façon dont les événements peuvent apparaitre permet de faire un lien avec le futur, puisque les individus formulent des plans afin de concrétiser les possibilités qu’ils imaginent. Envisager un futur peut être caractérisé par la formulation de « vœux » (« wishful thinking ») ou d’un « imaginaire » (« fantasy »).

#### Raisonnement contrefactuel
L’heuristique de simulation est également utilisée dans le raisonnement dit contrefactuel, c’est-à-dire « la simulation d’événements qui auraient pu avoir lieu mais qui ne se sont pas déroulés ». La frustration sera souvent plus élevée si une personne rate son avion de cinq minutes que si elle le rate de trente minutes car dans le premier cas, il lui est plus facile d’imaginer tout ce qui lui aurait permis de ne pas le manquer. Le fait d’imaginer une alternative à l'aide de la simulation contrefactuelle peut avoir un grand impact sur les attentes, l’attribution causale, les impressions et l’affect présents dans les situations concernées.
Afin d’étudier le raisonnement contrefactuel, Medvec, Madey et Gilovich ont demandé à des athlètes olympiques s’ils étaient satisfaits de leur médaille. Leurs résultats ont montré que les médaillés d’argent étaient moins heureux que les médaillés de bronze. En effet, les athlètes en deuxième place sont très proches de la victoire, et donc frustrés. Or, ceux en troisième position peuvent s’imaginer être proche du peloton n’ayant pas accédé au podium, et l’or semble plus lointain et alors inaccessible.

### Heuristique d’affect et biais associés

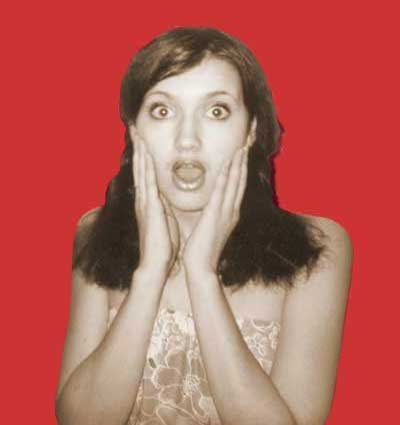
Les émotions sont également utilisées dans les jugements.

Les réponses affectives permettent parfois un traitement efficace de l’information grâce à leur rapidité et leur automaticité. Les individus utilisent l’heuristique d’affect dans leur jugement et leur prise de décision. Cela signifie qu’ils se basent sur leur ressenti conscient ou inconscient associé aux représentations mentales des objets ou évènements dans la tâche qu’ils effectuent. Les affects sont alors des repères dans ces réflexions mentales. Les réactions affectives sont souvent les premières à apparaître en réponse à une situation donnée et seraient systématiques. Elles apparaîtraient automatiquement et guideraient le traitement de l’information. Par exemple, les individus ne voient pas juste « une maison », ils ressentent aussi simultanément quelque chose vis-à-vis de celle-ci. Ils la considèrent, par exemple, comme étant horrible ou magnifique.

#### Évaluabilité
L’interaction entre la signification ou l’importance de l’impression affective associée à sa précision dans le jugement et la prise de décision se nomme l’évaluabilité (Hsee 1996a, b, 1998). Celle-ci influence le rôle des affects dans les traitements mentaux. Par exemple, dans une expérience de Hsee (1996a), il était demandé aux participants d’évaluer combien ils seraient prêts à payer pour des dictionnaires. Quand il leur était proposé un dictionnaire en bon état avec 10 000 mots ou un en mauvais état avec 20 000 mots, ils déclaraient être prêts à payer une somme plus élevée pour le deuxième choix car il y avait plus de définitions. Par contre, d’autres participants devaient estimer le prix qu’ils mettraient soit pour le premier dictionnaire soit pour le second sans avoir connaissance de l’existence de l’autre. Dans ce cas-là, le prix proposé pour le dictionnaire neuf et peu complet était plus élevé que pour le deuxième dictionnaire. Ce résultat peut être expliqué par le phénomène de l’évaluabilité. En effet, sans comparaison possible, le nombre de mots est difficile à évaluer. Les participants ne savent pas si 10 000 mots est un nombre élevé pour un dictionnaire. Cependant, l’état du livre est facilement évaluable et donc ils se basent sur ce critère.

### Warm Glow heuristic, ou heuristique de familiarité, et biais associés
Monin propose l’idée que les réactions affectives associées aux stimuli permettent aux personnes de se rappeler si elles ont déjà été confrontées à ces mêmes stimuli auparavant. Les stimuli que les gens ont déjà rencontrés au préalable ont tendance à être plus appréciés c’est pourquoi cette idée de préférence conduit souvent à des reconnaissances très précises. Cependant, les aspects positifs du stimulus lui-même (par exemple un visage séduisant, un mot à connotation positive…) pourraient rendre ce stimulus plus familier, même en l’absence d’une exposition antérieure. C’est ce phénomène qui est alors appelé « warm glow ». Deux explications de cet effet sont possibles. La première s'appuie sur la prototypicité du stimulus, c’est-à-dire que celui-ci représente le premier modèle de ce type que l’individu ait rencontré jusqu’à présent. Ce concept d’élément distinctif conduit selon Monin à la fois à la positivité et à la familiarité. La seconde explication est l’affect positif ressenti lorsque le stimulus est positif, qui est utilisé pour le rendre familier. L’auteur conclut que la prototypicité et l’heuristique de « warm glow » sont responsables du phénomène « le bon est familier ».

## Autres heuristiques
- Heuristique d’effort : Kruger et ses collègues[39] suggèrent que lorsque la production de quelque chose requiert beaucoup d’effort, les individus ont tendance à y accorder davantage de valeur et de qualité. Dans leur étude, les participants devaient coter des peintures ou des poèmes. Plus ils pensaient que cette tâche avait demandé du temps et de l’effort, plus leurs cotes de qualité, de valeur et d’appréciation étaient élevées. Se rapproche de l'effet Ikéa

- Heuristique de rareté : Il s’agit d’une règle mentale qui consiste à apprécier davantage les choses difficiles à obtenir[40]. Par exemple, les individus seront plus motivés à acheter un objet s'il est proposé en édition limitée que dans le cas contraire[40].

- Heuristique de similarité : Dans une situation nouvelle, les individus se basent sur les similarités qu’elle partage avec une situation connue afin d’émettre des suppositions[41]. Par exemple, Osherson, Smith, Wilkie, Lopez, et Shafir (1990) ont suggéré que lorsque les individus croient que les autruches et les merles ont des caractéristiques communes, alors ils penseront qu'ils sont plus similaires[41].

- Heuristique de négativité : L’heuristique de négativité consiste à donner plus de poids à une information négative qu’à une information positive, pourtant rendues équivalentes en termes de force[42].

## Critiques

### Critique générale du modèle de Tversky et Kahneman

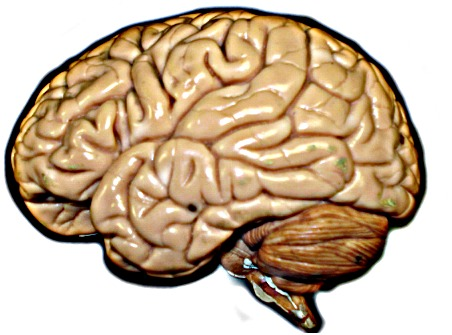
Les heuristiques sont des processus mentaux et font donc partie de la cognition.

Tversky et Kahneman considèrent les heuristiques comme des réflexions incorrectes qui ne suivent pas les lois élémentaires de probabilité.
Gerd Gigerenzer, psychologue allemand, conteste cette vision des choses. Pour lui, les humains étant plutôt rationnels. Il est l'auteur principal ayant émis des critiques sur la théorie de Tversky et Kahneman. Les individus réfléchissent au travers des heuristiques de manière à utiliser des probabilités dans certaines situations, que ce soit quotidiennement ou dans les jugements. Cependant, Gigerenzer reconnait que les probabilités n'étant jamais comprises totalement car étant trop abstraites, les individus prennent plus facilement en compte les fréquences (par exemple, des pourcentages), qui leur sont plus facilement concevables. Il en est ainsi des tâches utilisées dans les travaux sur les taux de base, étudiés par Gigerenzer. Celles-ci demandent de comparer une fréquence à une probabilité concernant un individu, dont il est nécessaire de disposer par ailleurs de certaines informations. Il s’agit par exemple de comparer le nombre d’ingénieurs dans un échantillon à la probabilité qu’un individu soit ingénieur. Selon Gigerenzer, un problème essentiel dans ce cas est que les individus ne savent pas comment l’individu a été tiré de l’échantillon. Cela peut être aléatoirement, ou justement parce qu’il est fort représentatif des ingénieurs. Dans la plupart des situations sociales rencontrées, les personnes ne sont pas tirées aléatoirement. La réalité n’est donc pas toujours facilement concevable.
Dans une variante de l'étude de Tversky et Kahneman, Gigerenzer a montré que l’ignorance des taux de base ne représentait pas une incapacité à bien raisonner. Les individus font des suppositions à partir du discours du chercheur et réfléchissent à partir de celles-ci. Selon Gigerenzer, une bonne comparaison serait celle du cerveau. Tout comme le cerveau qui n'agit pas comme un automate qui respecterait les lois des probabilités peu importe le problème, les individus sont dotés d’une série d’outils qui permettent de faire face à des problèmes concrets. Les heuristiques représentent de tels outils : « rapides et économes, elles permettent de réagir face à la plupart des problèmes qui se posent dans l’environnement ». Selon Gigerenzer, les heuristiques offrent des résultats satisfaisants dans la plupart des cas où les individus s’en servent pour traiter des situations quotidiennes, même si elles ne respectent pas les lois de probabilité.
En ce sens, son approche se conforme surtout au principe d’optimisation de Simon.

#### Critique de l’heuristique de représentativité
Contrairement à l’interprétation de Tversky et Kahneman, Schwarz propose que les heuristiques ne reflètent pas une incapacité générale à raisonner ni une mauvaise compréhension des probabilités. Il va développer une approche dite conversationnelle pour rendre compte des biais dans les jugements humains.
Schwarz reprend l’idée de Grice selon laquelle la compréhension des informations qui nous sont données dépend du contexte conversationnel : il existe des règles de conversation fondées notamment sur le principe de coopération conversationnelle (donner des informations pertinentes). Or, dans les études de Tversky et Kahneman, les sujets recevaient un certain nombre d’informations pour effectuer leur tâche d’estimation ou de jugement, dont certaines n’étaient pas pertinentes. Les sujets auraient donc raisonné de la manière suivante : « pourquoi donner tant d’informations si elles ne sont pas toutes pertinentes ? Il faut donc toutes les prendre en considération. »
Mais ces règles s’appliquent lorsque l’interlocuteur, celui qui fournit les informations, est perçu comme un locuteur compétent (par exemple un humain plutôt qu’un ordinateur). En modifiant l’étude sur les taux de base, Schwarz a observé que les individus tenaient davantage compte de toutes les informations lorsqu’elles sont données par un psychologue. Quand elles sont données par un ordinateur, les sujets accordaient alors davantage d’importance aux informations pertinentes et tenaient moins compte des informations non-pertinentes.
Le fait de tenir compte uniquement des informations pertinentes ou de toutes les informations ne reflèterait donc pas une incapacité à raisonner, mais plutôt la perception de la compétence de l’interlocuteur et le respect des règles de conversation.

#### Critique de l’heuristique de disponibilité
Schwarz et ses collègues ont mis en évidence l’ambiguïté de l'interprétation de l'heuristique de disponibilité faite par Tversky et Kahneman. Ces derniers ont avancé l’idée que les estimations de probabilité se basent sur la facilité avec laquelle des exemples viennent à l’esprit. Cependant, selon Schwarz, l’expérience construite par Tversky et Kahneman ne leur permettait pas de distinguer deux interprétations possibles. Les résultats obtenus par les chercheurs pouvaient être expliqués par deux éléments : la fréquence d’un événement est-elle jugée sur base du nombre d’exemples en mémoire ou sur la facilité de penser à ceux-ci ?
Schwarz et ses collègues ont alors mené une étude afin de répondre à cette question et de distinguer ces deux facteurs : le nombre et la facilité. Les sujets avaient pour tâche de citer soit 6 soit 12 situations dans lesquelles ils avaient su s’affirmer et faire preuve d'assertivité. D’autres sujets devaient citer soit 6 soit 12 situations dans lesquelles ils avaient été passifs. Ils devaient ensuite estimer leur degré d’assertivité. Les sujets devant citer seulement 6 situations assertives se jugeaient davantage assertifs que les sujets devant en citer 12. De même, les sujets devant citer 6 situations de passivité se sont jugés plus passifs que les sujets devant en citer 12.
L’interprétation de ces résultats est la suivante : les sujets se sont basés sur le degré de facilité/difficulté de rappel plutôt que sur le nombre d’exemples. Comme il est plus facile de se rappeler seulement 6 situations assertives plutôt que 12, les individus se sont jugés davantage assertifs dans le premier cas (bien que le nombre d’exemples soit plus petit). Les auteurs ont donc conclu que l'interprétation de l’heuristique de disponibilité de Tversky et Kahneman était correcte.

#### Critique de l’heuristique d’ancrage et d’ajustement
Alors que pour Tversky et Kahneman les individus s’ancrent sur la valeur la plus extrême qui leur est acceptable, pour  Strack et Mussweiler, l’ancrage peut également se faire à partir de valeurs non acceptables. En outre, il semble que les ancres peuvent également être des mots,. Elles peuvent également être imaginables ou invraisemblables. Un apport à la théorie initiale est que la quantité d’informations possédée a priori par les individus influence l’heuristique d’ancrage et d’ajustement. Moins ils en ont, moins leur ajustement s’écartera de leur point d’ancrage.
L’explication proposée selon laquelle l’effet d’ancrage est la conséquence d’un ajustement insuffisant, est mise en doute par d’autres chercheurs. Pour ces derniers, les individus tentent de vérifier si l’ancre est la réponse correcte en cherchant des preuves. Ils obtiennent alors de nombreuses informations renforçant l’ancre. Cela les pousse alors à choisir une réponse finale proche de celle-ci. Pour d’autres chercheurs, les individus s’engagent dans l’ajustement en dehors de toute ancre disponible dans l’environnement. Ils produisent eux-mêmes des nombres qu’ils considèrent comme étant proches de la bonne réponse tout en sachant qu’ils sont incorrects et qu’ils devront donc être modifiés. Par exemple, lorsque des individus doivent évaluer la température nécessaire pour atteindre le bouillonnement de l’eau sur le mont Everest, la plupart d’entre eux savent qu’elle doit être inférieure à 100 °C (valeur auto-générée), mais ils ne savent pas précisément la bonne température.

## Applications

Un des domaines d’application des heuristiques est le septième art.

En plus de faire partie de nos opérations de jugement quotidiennes, les heuristiques sont appliquées dans de nombreux autres domaines. Par exemple, un premier champ qui les exploite est le marketing et plus précisément la prise de décision dans celui-ci. Les études montrent que les prises de décision des individus s’écartent souvent des normes proposées par les théories économiques. Si des écarts systématiques sont observés, les chercheurs en marketing s’efforcent de les déceler, et cherchent à comprendre leurs origines, afin de mettre en évidence les principes généraux des comportements réels de décisions.
Dans le même domaine, Odou a montré qu’en se basant sur les idées principales associées à une marque, le consommateur peut évaluer rapidement un nouveau produit, et éviter de devoir tenir compte de toutes les caractéristiques de l’offre de manière approfondie. Cependant, selon le niveau de représentativité du produit par rapport aux autres produits de la catégorie générale, la phase d’ancrage peut être remise en question. Le consommateur devra dans ce cas procéder à un ajustement de sa première impression.
Un autre champ d’application est celui de la justice dans les relations interindividuelles. Une des théories faisant partie de ce champ est la théorie de l’équité. Selon celle-ci, les personnes ont tendance à maximiser leurs bénéfices et minimiser leurs coûts. Dans ce domaine, les heuristiques servent à déterminer la façon dont les gens réagissent face à un résultat. Elles permettent de repérer si les gens comptent plus sur les procédures ou sur les résultats pour arriver à une impression générale de l’équité.
En santé publique, l’utilisation des heuristiques peut aider les médecins ainsi que les patients à prendre des décisions. Contrairement à l’intuition commune qu’être en possession de beaucoup d’informations est favorable, les heuristiques permettent de réduire l’information et de la rendre plus pertinente, notamment pour établir des diagnostics médicaux. Elles sont reconnues dans le milieu médical pour leur précision, leur transparence, leur large accessibilité, leur faible coût cognitif et leur gain de temps dans la prise de décision.
Enfin, l’heuristique de simulation a une dimension émotionnelle, qui est abondamment exploitée dans les scénarios de films et les romans. Le spectateur ou lecteur, influencé par cette heuristique se sent d’autant plus accablé par le sort du héros (« si seulement il avait su… »).

## Sources

#### Ouvrages
- M. Gladwell (trad. de l'anglais), La Force de l'intuition : Prendre la bonne décision en deux secondes, Paris, Robert Laffont, 2006, 255 p. (ISBN 978-2-266-16878-6)
- Dan Ariely (trad. de l'anglais), C'est (vraiment?) moi qui décide : Les raisons cachées de nos choix [« Predictably Irrational »], Paris, Flammarion, 2008, 302 p. (ISBN 978-2-08-120990-9)
- Daniel Kahneman, Système 1 : Système 2 : Les deux vitesses de la pensée [« Thinking, Fast and Slow »], Paris, Flammarion, coll. « Essais », 2012, 1re éd., 560 p. (ISBN 978-2-08-121147-6 et 2-08-121147-5)

#### Articles
- (en) Amos Tversky et Daniel Kahneman, « Judgment under Uncertainty : Heuristics and Biases », Science, vol. 185, no 4157,‎ 1974, p. 1124-1131 (JSTOR 1738360)